# 홍승규
홍승규(洪勝奎, 1960년 6월 20일~)는 전직 KBO 리그 삼성 라이온즈의 외야수 출신의 야구인이자 야구 해설가로, 1991년에 야구를 은퇴한 이후, 1994년에서부터 현재는 대구MBC 프로야구의 라디오 중계 해설위원이기도 하다.
방위 복무를 마친 1987년에 리그 통산 2,000호 홈런의 주인공이 된 한편 100경기 타율 0.276 7홈런을 기록했으나, 1988년부터는 부상 때문에 설 자리를 잃었다.
1990년 1군 88경기에 나서서 타율 0.260 4홈런으로 회복세를 보였지만, 부상으로 1991년 초 은퇴했다.
대구중학교 시절에는 동기 양일환, 선배 이만수 등과 함께 투수로도 활약했다.
은퇴 후 1994년부터 대구MBC 프로야구의 라디오 중계 해설위원으로 활동 중이다.

## 출신학교
- 대구효성국교 졸업
- 대구중학교 졸업
- 대구상고 졸업
- 성균관대학교 체육교육학과 학사